# یواس‌اس کیلارنی (اس‌پی-۲۱۹)
یواس‌اس کیلارنی (اس‌پی-۲۱۹) (به انگلیسی: USS Killarney (SP-219)) یک کشتی بود که طول آن ۶۴ فوت ۱۰ اینچ (۱۹٫۷۶ متر) بود. این کشتی در سال ۱۹۱۰ ساخته شد.